# Johann Gottlieb Pistorius (Kameralverwalter)
Johann Gottlieb Martin Pistorius (* 24. Juni 1762 in Heidenheim an der Brenz; † 28. November 1827 in Schloss Burleswagen) war württembergischer Regierungsrat. Er war Klosteroberamtmann des Klosteroberamts Lichtenstern und nach dessen Auflösung 1807 Kameralverwalter in Heilbronn. Da er sich 1809 dem österreichischen Hof und damit dem Kriegsgegner Württembergs in den Koalitionskriegen als Militärberater andiente, wurde er in Festungshaft auf der Festung Hohenasperg und Konfinierung in Backnang genommen. Nach seiner Freilassung erwarb er das Rittergut Burleswagen und kämpfte bis zu seinem Tod um seine Rehabilitierung.

## Leben
Er war eines von acht Kindern des Heidenheimer und späteren Göppinger Oberamtmanns Christoph Pistorius und schlug wie alle seine Brüder eine Laufbahn im Staatsdienst ein. Er besuchte die Hohe Karlsschule in Stuttgart, wo er möglicherweise schon auf den nur wenig älteren Friedrich Schiller traf, mit dem er später noch mehrere Berührungspunkte haben sollte. Bald nach Ende seiner Ausbildung kam Pistorius als Geheimer Kabinettsekretär an den Hof von Herzog Carl Eugen und blieb auch ab 1793 unter dessen Nachfolger Ludwig Eugen im Amt.
Am 17. Februar 1795 heiratete der inzwischen zum Regierungsrat ernannte Pistorius die 19-jährige Louise Auguste Schwan aus Mannheim, eine Tochter des Buchhändlers und kurpfälzischen Kammerrats Christian Friedrich Schwan, der Schillers väterlicher Freund und erster Verleger geworden war. Schiller hatte zehn Jahre zuvor erfolglos um die Hand von Louises älterer Schwester Margarete angehalten. Diese heiratete jedoch 1793 nach Heilbronn, wohin es auch Pistorius’ verwitweten Schwiegervater 1794 zog.
Als Pistorius’ Dienstherr, Herzog Ludwig Eugen, im Mai 1795 starb, nahm auch Pistorius seinen Abschied von Stuttgart und folgte dem Schwiegervater und der Schwägerin nach Heilbronn, wo er 1795 Klosteroberamtmann im Pfleghof des seit dem 16. Jahrhundert an Württemberg gefallenen Klosters Lichtenstern und gleichzeitig Stabskeller zu Unteröwisheim und Untereisesheim wurde. Pistorius folgte in diesem Amt seinem Onkel Ferdinand Wilhelm Pistorius, der ebenfalls Klosteroberamtmann in Lichtenstern gewesen war und 1768 die Monumente des Klosters Lichtenstern verfasst hatte, die zu den wichtigsten Geschichtsquellen über das alte Lichtenstern zählen.
In Pistorius’ Dienstzeit im Lichtensterner Pfleghof fällt die Geburt seiner sieben Kinder, von denen die ersten beiden noch jung verstarben und nur ein Sohn und vier Töchter zu Jahren kamen. Ebenfalls in diese Zeit fällt der Tod von Pistorius’ Schwägerin Margarete 1797, woraufhin der Schwiegervater wieder aus Heilbronn wegzog.
1807 wurde Pistorius zum ersten Kameralverwalter in Heilbronn berufen. Wenig später wurde das Klosteroberamt Lichtenstern aufgelöst. Durch die zuvor erfolgte Berufung zum Kameralverwalter hatte Pistorius zwar eine besser bezahlte Stelle erhalten, aber die zahllosen bevorstehenden Aufgaben im Zuge der Verwaltungsreform waren ihm ein Graus. Statt mit dem Tagesgeschäft befasste er sich lieber mit grundsätzlichen Fragen der Verwaltung. Er bot sich deswegen noch im Jahr 1807 dem württembergischen Kronprinzen als persönlicher Berater vor allem bei der Vereinfachung der Verwaltung und der Justiz an, worauf er jedoch keine Antwort erhielt.
Seine eigenen Aufgaben scheint Pistorius auch oft eigenmächtig vereinfacht zu haben, so dass es zu Anschuldigungen wegen Veruntreuung und anderen Amtsvergehen kam. Eine kommissarische Untersuchung des Ersten Senats des Oberjustiz-Collegiums 1808 konnte eine Pistorius vorgeworfene Veruntreuung des ihm anvertrauten Weinvorrats zwar nicht bestätigen, befand ihn aber diverser Dienstnachlässigkeiten und unbefugter Amtshandlungen für schuldig, so dass er seines Postens enthoben und ihm der Titel des Regierungsrats aberkannt wurde. Die Heilbronner Kameralverwaltung wurde an Hofrat Erbe übertragen.
Pistorius blieb nach seiner Absetzung in Heilbronn und schaute sich von dort nach neuen Tätigkeitsfeldern um. Am 5. Februar 1809 wandte er sich schriftlich an den österreichischen Erzherzog Karl, dem er mit einem Aufsatz über Marsch- und Land-Commissariatsgeschäfte seine Dienste als Berater innerhalb der Logistik von Heeresverbänden anbot. Warum sich Pistorius ausgerechnet einem Kriegsgegner Württembergs in den Koalitionskriegen andiente, ist unklar. Die Antwort Karls fiel jedenfalls bei der Münchner Post wegen des großen kaiserlichen Armeesiegels auf und wurde der württembergischen Regierung übergeben, die Pistorius auf der Festung Hohenasperg inhaftieren ließ. In den nachfolgenden Untersuchungen konnte ihm nichts weiter zur Last gelegt werden, so dass es auch zu keinem Gerichtsverfahren kam. Nach 13 Monaten Festungshaft wurde Pistorius entlassen, stand jedoch für weitere vier Jahre unter Konfinierung in Backnang.
In Backnang zählte Pistorius zum Freundeskreis um Prälat Johann Gottfried Pahl, von dem sich Schilderungen erhalten haben, wie der verbannte Pistorius sein Zimmer einem Heerführer gleich mit Landkarten dekorierte und mit Nadeln die Positionen der kriegführenden Heere abgesteckt hatte. Seine Überwachung in Backnang dauerte bis 1814 an, und erst in der Regierungszeit von Wilhelm I. 1816 fielen die letzten Pistorius auferlegten Beschränkungen. Dieser unternahm in der Folgezeit zwei Reisen nach Österreich, wo er von Kaiser Franz empfangen wurde und vermutlich eine Entschädigung für die erlittene Haftzeit erhielt. Vielleicht damit und sicher jedoch aus dem Erbe des 1815 verstorbenen Schwiegervaters Schwan war es ihm möglich, das Rittergut Burleswagen bei Crailsheim zu erwerben, wohin er 1819 mit seiner Familie zog.
Pistorius führte ab 1818 einen langen Kampf um Rehabilitierung, erreichte 1823 einen Vergleich mit dem württembergischen König, wobei ihm 1000 Gulden für den 396-tägigen Festungsarrest, 3200 Gulden für die vier Jahre Erwerbsminderung durch Konfinierung und weitere 2500 Gulden Gehaltsrückstände bewilligt wurden. Im Frühjahr 1827 wurde ihm schließlich wieder der Titel eines Regierungsrates zugebilligt. Noch im selben Jahr verstarb er.
Er wurde im Garten von Schloss Burleswagen begraben. Spätere Besitzer verpflichteten sich, das Grab unangetastet zu lassen. 1923 wurde er schließlich auf behördliche Anordnung hin auf den Friedhof von Satteldorf umgebettet.